# Alfred Walter Campbell

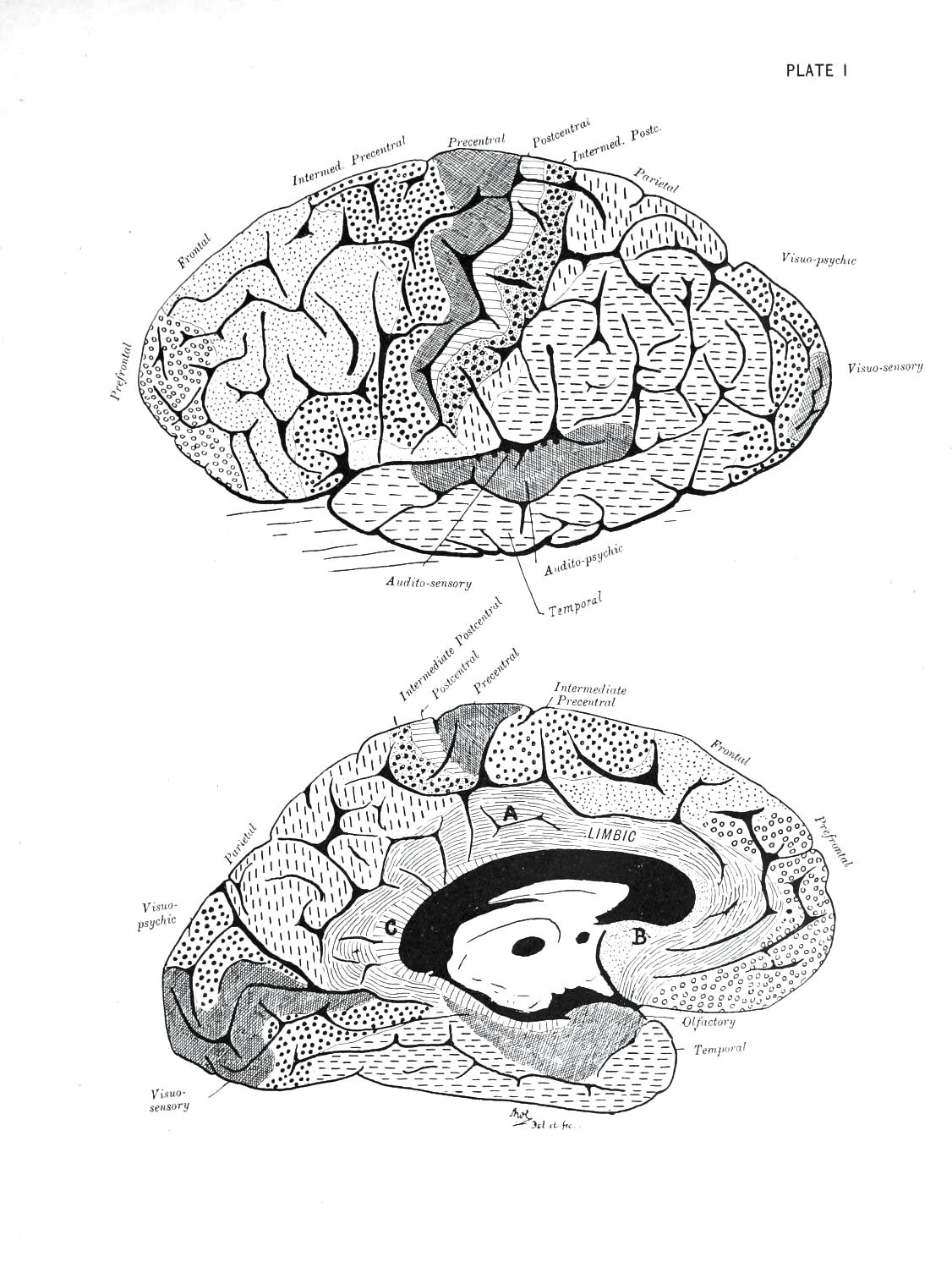
Mapa cytoarchitektoniki ludzkiego mózgu Campbella (1905)

Alfred Walter Campbell (ur. 18 stycznia 1868 w Cunningham Plains koło Murrumburrah, zm. 4 listopada 1937 w Rose Bay) – australijski lekarz neurolog i patolog, pionier neurologii w Australii, jeden z twórców cytoarchitektoniki mózgu.

## Życiorys
Urodził się w miejscowości Cunningham Plains w Nowej Południowej Walii. Jego rodzicami byli pasterz David Henry Campbell i Amelia Margaret z domu Breillat. Uczęszczał do szkoły Oaklands w Mittagong, po czym wstąpił na wydział medyczny Uniwersytetu Edynburskiego. Tytuł doktora medycyny otrzymał w 1892 roku. Przez kolejne lata pracował w Rainhill Asylum koło Liverpoolu, gdzie prowadził pionierskie badania nad cytoarchitektoniką kory mózgowej. W 1905 roku wydał klasyczną monografię podsumowującą te badania, po czym zrezygnował z posady i powrócił do Australii. Praktykował jako neurolog w Sydney. W Australii zajmował się głównie praktyczną neurologią, badał m.in. australijskie zapalenie mózgu.
Zmarł na chorobę nowotworową. Na jego cześć Australian Neuroscience Society od 1987 roku przyznaje za osiągnięcia w neurobiologii nagrodę jego imienia (A.W.Campbell Award).
Wspominany był jako dobry mówca, oficjalny w prywatnych kontaktach, ale obdarzony „sympatycznie sardonicznym” poczuciem humoru.

## Wybrane prace
- Henry Head, Alfred Walter Campbell. The pathology of herpes zoster and its bearing on sensory localisation. John Bale, Sons and Danielsson, 1900
- Histological studies on the localisation of cerebral function. Cambridge: University Press, 1905